# تجمع دول الساحل والصحراء
 تجمع دول الساحل والصحراء أو (س. ص) تأسس في 4 فبراير 1998 بطرابلس، ليبيا، أثر مؤتمر القمة الذي شارك فيه رؤساء دول كل من: مالي، تشاد، النيجر، السودان ومندوب عن رئيس بوركينا فاسو، بناء على مبادرة من القائد معمر القذافي.

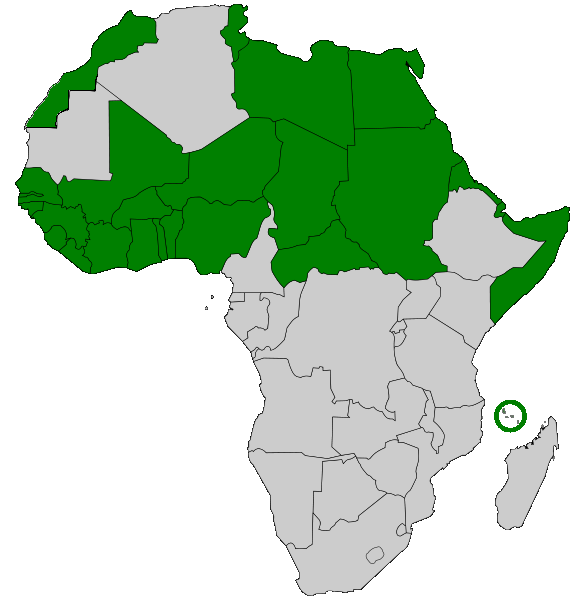
الدول الأعضاء

## الأهداف
يسعى تجمع دول الساحل والصحراء (س.ص) إلى تحقيق الأهداف التالية:
- إقامة اتحاد اقتصادي شامل وفقاً لإستراتيجية تنفـذ من خلال مخطط تنموي متكامل مع مخططات التنمية الوطنية للدول الأعضاء وتشمل الاستثمار في الميادين الزراعية والصناعية والاجتماعية والثقافية وميادين الطاقة.
- إزالة كافة العوائق التي تحول دون وحدة الدول الأعضاء عن طريق اتخاذ الإجراءات اللازمة لضمان الأتي /
  - . تسهيل تحرك الأشخاص ورؤوس الأموال ومصالح مواطني الدول الأعضاء.
  - . حرية الإقامة والعمل والتملك وممارسة النشاط الاقتصادي.
  - . حرية تنقل البضائع والسلع ذات المنشأ الوطني والخدمات.
- تشجيع التجارة الخارجية عن طريق رسم وتنفيذ سياسة الاستثمار في الدول الأعضاء.
- زيادة وتطوير وسائل النقل والاتصالات الأرضية والجوية والبحرية فيما بين الدول الأعضاء عن طريق تنفيذ مشاريع مشتركة.
- موافقة الأعضاء التجمع على إعطاء مواطني الدول الأعضاء نفس الحقوق والامتيازات المعترف بها لمواطنيها وفقا لدستور كل دولة.
- تنسيق النظم التعليمية والتربوية في مختلف مستويات التعليم والتنسيق في المجالات الثقافية والعلمية والتقنية.

## مجلس الرئاسة
- السلطة العليا للتجمع، ويتكون من قادة ورؤساء الدول الأعضاء.
- ينعقد مرة في العام وبالتنـاوب في عواصم الدول الأعضــاء.
- يتخذ القرارات واللوائح اللازمة لتحقيق أهداف وبرامج التجمع.

## دورات مجلس الرئاسة.....

### الدورة العادية الأولى لمجلس الرئاسة
انعقدت بمدينة سرت -ليبيا بتاريخ 14 أبريل 1998 وشاركت فيها ليبيا، بوركينا فاسو، مالي، تشاد، السودان، النيجر، وشهدت انضمام كل من دولة إرتريا، وإفريقيا الوسطى. وبمشاركة الرئيس محمد إقبال

### الدورة العادية الثانية لمجلس الرئاسة
انعقدت بمدينة أنجامينا بتشاد خلال يومي 4 أبريل 5 فبراير 2000 وشارك فيها قادة ورؤساء كل من: ليبيا، بوركينا فاسو، مالي، تشاد، السودان النيجر، إرتريا، جمهورية إفريقيا الوسطى،
وشهدت انضمام السنغال، غامبيا، جيبوتي، ليضم التجمع (11) بلداً عضوا.

### الدورة العادية الثالثة لمجلس الرئاسة
انعقدت بمدينة الخرطوم، السودان خلال الفترة 12 فبراير 13 فبراير 2001 بمشاركة قادة ورؤساء كل من ليبيا، بوركينا فاسو، مالي، تشاد، السودان، النيجر، إرتريا، جمهورية إفريقيا الوسطى، السنغال، غامبيا، جيبوتي،
وانضمام كل من مصر، المغرب، تونس، نيجيريا، الصومال. ليصبح عـدد الـأعضاء التجمع (16) بلدا عضوا.

### الدورة العادية الرابعة لمجلس الرئاسة
انعقدت بمدينة سرت، ليبيا خلال الفترة 6 مارس 7 مارس 2002 بمشاركة قادة ورؤساء كل من ليبيا، بوركينا فاسو، مالي، تشاد، السودان، النيجر، إرتريا، جمهورية إفريقيا الوسطى، السنغال، غامبيا، جيبوتي، مصر، المغرب، تونس، نيجيريا، الصومال.
وانضمام كل من توغو وبنين ليصبح عدد الأعضاء التجمع (18) بلدا عضوا.

### الدورة العادية الخامسة لمجلس الرئاسة
انعقدت بمدينة نيامي، النيجر خلال الفترة 14 مارس 15 مارس 2003 بمشاركة قادة ورؤساء كل من ليبيا، بوركينا فاسو، مالي، تشاد، السودان، النيجر، إرتريا، جمهورية إفريقيا الوسطى، السنغال، غامبيا، جيبوتي، مصر، المغرب، تونس، نيجيريا، الصومال، توغو، بنين.

## المجلس التنفيذي

### يتكون من الأمناء والوزراء المكلفين بالقطاعات التالية
- العلاقات الخارجية والتعاون.
- الاقتصاد، المالية، التخطيط.
- الداخلية والأمن العام.

### ينعقد كل (6) أشهر ويختص بالمهام الآتية
- تحضير برامج وخطط الاندماج وعرضها على مؤتمر قادة ورؤساء الدول.
- تنفيذ قرارات مؤتمر قادة ورؤساء الدول والتي تخص المجالات الواردة في المعاهدة التأسيسية بالمعاهدة.
- دراسة مقترحات ونتائج أشغال اللجان الوزارية القطاعية وتقديمها إلى مؤتمر قادة ورؤساء الدول.

### دورات المجلس التنفيذي
منذ تأسيس تجمع (س.ص) انعقدت الدورات التالية للمجلس التنفيذي:
- الدورة العادية الأولى للمجلس التنفيذي - طرابلس/ 12 الطير (أبريل) 1999.
- الدورة العادية الثانية للمجلس التنفيذي - بنغازي /15 الحرث (نوفمبر) 1999.
- الدورة العادية الثالثة للمجلس التنفيذي - انجامينا / 4 النوار (فبراير) 2000.
- الدورة العادية الرابعة للمجلس التنفيذي - اسمرا / 20 هنيبال (أغسطس) 2000.
- الدورة العادية الخامسة للمجلس التنفيذي – الخرطوم/ 10 النوار (فبراير)2001.
- الدورة العادية السادسة للمجلس التنفيذي-واغاودغو/ 22 هنيبال (أغسطس)2001.
- الدورة العادية السابعة للمجلس التنفيذي – طرابلس / 4 الربيع (مارس) 2002.
- الدورة العادية الثامنة للمجلس التنفيذي – طرابلس/ 23 هانيبال (أغسطس) 2002.
- الدورة العادية التاسعة للمجلس التنفيذي – نيامي/ 12 الربيع (أغسطس) 2002.

## الأمانة العامــة
مقرها بمدينة طرابلس بالجمهورية الليبية ويدير الأمانة العامة للتجمع، أمين عام للتجمع يعاونه أمين عام مساعد. والأمين العام للتجمع مكلف بمتابعة وتنفيذ أهداف المعاهدة التأسيسية وقرارات سلطات التجمع.
امينها الحالي هو: د محمد المدني الازهري من ليبيا

## مصرف الساحل والصحراء للإستثمار والتجارة BSIC Group
أحد الجهازين الإضافيين للتجمع، ويهدف مصرف س.ص للإستثمار والتجارة Banque Sahelo-Sahariene Pour L'Investissement et le Commerce إلى القيام بالأعمال التنموية داخل دول التجمع بالإضافة إلى ممارسة أي نشاط مصرفي مالي أو تجاري وإعطاء الأولوية في ذلك للدول الأعضاء.
المقر الرئيسي المؤقت للمصرف (مدينة طرابلس).

## المجلس الاقتصادي والاجتماعي والثقافي
المجلس ذو مهمة استشارية تتمثل في مساعدة أجهزة تجمع (س.ص) وإعداد سياسات وخطط وبرامج التنمية ذات الطابع الاقتصادي والاجتماعي والثقافي ويضم (5) أعضاء مختارين عن كل دولة عضو، وله أربع لجان:-
- لجنة التخطيط والاقتصاد والمالية.
- لجنة التربية والثقافة والعلوم والإعلام والتنمية الريفية.
- لجنة الشئون الاجتماعية والصحة والبيئة.
- لجنة النقل والاتصالات والطاقة.

مقر المجلس الاقتصادي والاجتماعي والثقافي يوجد بمدينة باماكو، مالي.

## التطور
اعترف بتجمع دول الساحل والصحراء (س.ص) كتجمع اقتصادي إقليمي خلال الدورة العادية السادسة والثلاثين لمؤتمر قادة ورؤساء دول وحكومات منظمة الوحدة الإفريقية الذي انعقد في الفترة من 4 يوليو إلى 12 يوليو 2000 بمدينة لومي، توغو.
- مُنحَ تجمع س.ص صفة المراقب لدى الجمعية العامة للأمم المتحدة بموجب قرار الجمعية العامة للأمم المتحدة رقم A/RES/56/92.
- يرتبط تجمع س.ص باتفاقيات شراكة مع العديد من المنظمات الإقليمية والدولية لتعزيز العمل المشترك في العديد من المجالات السياسية والثقافية والاقتصادية والاجتماعية.